# Тяжлов Віктор Семенович
Ві́ктор Семе́нович Тяжло́в (* 10 листопада 1936 село Красне, Прохоровський район, Бєлгородська область, РРФСР — † 24 липня 2014, Україна) — співробітник МВС України, генерал-лейтенант міліції.

## Біографічні відомості
У 1959 році закінчив Харківський гірничий інститут, в 1969 році — факультет планування промисловості Донецького державного університету, а в 1985 році — Київську вищу школу МВС СРСР.
Трудову діяльність розпочав на Донбасі в 1954 році на Нововолинській ордена Леніна 13-Біс шахті (м. Макіївка), де пройшов шлях від прохідника гірничого майстра до начальника внутрішахтного транспорту і відділу капітальних робіт. Потім — партійна робота на шахті та в Макіївському МК КПУ на посаді другого секретаря.
В органах внутрішніх справ з 1975 року.
У 1985–1996 рр. очолював УВС Вінницької обл.
Із березня 1996 р. — радник начальника УМВС України у Вінницькій обл.
Очолював благодійний фонд «Вітчизна і ветерани», за його ініціативою створено в м. Вінниці музей УВС «Мій край — Поділля».
Заслужений юрист України.
Нагороджений орденом «Знак Пошани», трьома знаками «Шахтарська слава», багатьма медалями.
Заслужений працівник МВС СРСР. Має відзнаку МВС.